# Jinyi Wei
O Jinyi Wei (em chinês tradicional: 錦衣衛; em chinês simplificado: 锦衣卫; literalmente “A Guarda Brocado-Folheado”) foi a polícia secreta e política dos imperadores da dinastia Ming.
Originalmente era uma organização de 500 homens em 1382 criada pelo Imperador Hongwu (Zhu Yuanzhang) para ser sua escolta pessoal, logo a organização foi confiada para vigiar seus oficiais. Em 1385 já eram 14.000 homens e foram "os olhos e os ouvidos do imperador". Em seu auge, o Jinyi Wei teve aproximadamente 200.000 membros. Tiveram poderes judiciais e puderam prender, encarcerar e punir sem iniciar processos.
Antes do imperador Yongle o controle do Jinyi Wei estava na maior parte nas mãos de eunucos. O Jinyi Wei deixou de exisitr juntamente com a dinastia Ming após a invasão Manchu da China.